# Adresseavisen (Norge)
 Denne artikel omhandler den norske Adresseavis. Opslagsordet har også en anden betydning, se Adresseavisen.
Adresseavisen (før 1927 Trondhjems Adresseavis) er Norges ældste avis og udkom første gang 3. juli 1767.

## Historie

### Adressekontor i Bergen - landets første
I Norge blev det første Adressekontor oprettet i Bergen ved en 7. december 1764 givet kongelig bevilling, og under navn af Efterretninger fra Adresse-Contoiret i Bergen i Norge udgaves, siden 4. februar 1765 den tilsvarende Adresseavis, der bestod som konservativt dagblad til 1889, 1792-1863 udstyret med et reelt, arveligt monopol på at optage bekendtgørelser indenfor byens område.

### Trondhjems Adressekontors efterretninger
Et lignende Adressekontor med tilhørende Efterretninger bestod i Trondhjem siden 1767, 1783-1876 med bekendtgørelsesprivilegium; den endnu bestående Adresseavisen danner en direkte fortsættelse af det gamle, privilegerede foretagende.
Foruden på den mellem 1790 og 1896 udgivne Christianssands Stiftsavis (og Adresse-Contoirs Efterretninger), har betegnelsen Adresse-Avis (eller blot Adresse) været ikke ualmindelig anvendt inden for den norske presse omkring slutningen af 1800-tallet.

## Oplag
- 1990: 88.888
- 1991: 89.734
- 1992: 90.158
- 1993: 90.002
- 1994: 89.516
- 1995: 90.663
- 1996: 91.912
- 1997: 93.538
- 1998: 88.802
- 1999: 89.909
- 2000: 88.885
- 2001: 86.389
- 2002: 86.511
- 2003: 86.570
- 2004: 84.922
- 2005: 79.070
- 2006: 79.130
- 2007: 79.789
- 2008: 77.044
- 2009: 75.835
- 2009: 75.835
- 2010: 73.434
- 2011: 71.657
- 2012: 70.089
- 2013: 67.325
- 2014: 63.981
- 2015: 61.582
- 2016: 61.653

## Henvisning
- Salmonsens leksikon, bind I

63°21′0″N 10°21′34″Ø / 63.35000°N 10.35944°Ø